# Cœur Défense
A Cœur Défense felhőkarcoló a párizsi La Défense üzleti központban. Courbevoie önkormányzathoz tartozik.
350 000 m²-es alapterületével a legnagyobb ingatlankomplexum Európában, holtversenyben a bukaresti Parlament Palotájával.

## Külső hivatkozások
- Cœur Défense